# Colocleora clarivenata
Colocleora clarivenata là một loài bướm đêm trong họ Geometridae.